# Дмитренко Володимир Павлович
Володи́мир Па́влович Дмитре́нко (23 липня 1995, Київ, Україна) — український футболіст, півзахисник «Олімпіка» .

## Біографія
Народився 29 вересня 1995 року в Києві, у Дніпровському районі. Футболом почав займатися у 7-річному віці в столичній школі «Восход» (перший тренер — Олександр Гребеножко). Виступав у вищій лізі чемпіонату Києва, брав участь у різних місцевих та всеукраїнських товариських футбольних турнірах. У віці 14 років перейшов до футбольної школи харківського «Металіста». Два роки займався у академії «жовто-синіх» (помітний слід у становленні Володимира залишив тренер Юрій Рудинський), брав участь у фінальному турнірі ДЮФЛУ, після чого був запрошений до юнацької команди «Металіста». Залучався до тренувань з молодіжною командою харків'ян, але у офіційних матчах на полі так і не з'вився.
Після закінчення сезону Дмитренко був запрошений до команди першої ліги «Буковина», яка ставила перед собою завдання піднятися в елітний дивізіон, однак зовсім скоро через брак коштів колектив покинув головний тренер Вадим Заяць, через що, не зігравши у жовто-чорній формі жодного матчу, змушений був залишити Чернівці й Дмитренко. Наступним клубом захисника стала сімферопольська «Таврія», за юнацьку команду якої він провів п'ять матчів, після чого клуб знявся зі змагань через анексію Криму Росією.
Перебуваючи у статусі вільного агента, Дмитренко отримав запрошення пройти перегляд від тренер молодіжної команди київського «Динамо» Вісенте Гомеса. Восени гравець тренувався з командою, не будучи за неї заявленим, а взимку підписав повноцінний контракт до закінчення сезону. Свій дебютний матч у біло-синій футболці провів 28 лютого у матчі молодіжного чемпіонату проти «Металіста», а в наступному поєдинку з «Олімпіком» Володимир відзначився своїм першим забитим за «молодіжку» «Динамо» м'ячем. Влітку 2015 року Дмитренко був заявлений за «Динамо-2» у чемпіонаті першої ліги. На професійному рівні дебютував 27 липня 2015 року в матчі 1-го туру проти футбольного клубу «Тернопіль» (2:1), замінивши на 56-й хвилині В'ячеслава Панфілова.
З липня 2016 року перебував у пошуках нової команди, допоки у березні 2017 року не уклав угоду з рівненським «Вереса». На полі протягом сезону з'явився лише одного разу, вийшовши на заміну в матчі з «Черкаським Дніпром». З 8 вересня того ж року — гравець київського «Арсенала».

## Досягнення
- Брав участь у «бронзовому» сезоні «Вереса» в першій лізі (2016/17), однак провів на полі лише 1 матч, чого замало для отримання медалей.